# Festival du film de Turin 2018
Le Festival du film de Turin 2018, 36e édition du festival, s'est déroulé du 23 novembre au 1er décembre 2018.

## Déroulement et faits marquants
Le film américain Wildlife : Une saison ardente de Paul Dano remporte le prix du meilleur film, une mention spéciale du jury est remise au film hongrois Bad Poems (Rossz versek) de Gábor Reisz.

## Jury

### Torino 36
- Jia Zhangke (président du jury), réalisateur
- Marta Donzelli, productrice
- Miguel Gomes, réalisateur
- Col Needham, informaticien, fondateur de l'Internet Movie Database
- Andreas Prochaska, réalisateur

## Sélection

### Torino 36
- 53 Wars (53 wojny) de Ewa Bukowska  Pologne
- All These Small Moments de Melissa B. Miller-Costanzo  États-Unis
- Angelo de Markus Schleinzer  Autriche
- Atlas de David Nawrath  Allemagne
- The Guilty de Gustav Möller  Suède
- La Disparition des lucioles de Sébastien Pilote  Canada
- Marche ou crève de Margaux Bonhomme  France
- Nervous Translation de Shireen Seno  Philippines
- Nos batailles de Guillaume Senez  Belgique
- Pity (Oiktos) de Babis Makridis  Grèce
- Ride de Valerio Mastandrea  Italie
- Bad Poems (Rossz versek) de Gábor Reisz  Hongrie
- Temporada de André Novais Oliveira  Brésil
- Vultures de Börkur Sigthorsson  Islande
- Wildlife : Une saison ardente de Paul Dano  États-Unis

## Palmarès
- Meilleur film : Wildlife : Une saison ardente de Paul Dano.
- Mention spéciale du jury : Bad Poems (Rossz versek) de Gábor Reisz.
- Meilleure actrice : Grace Passô pour son rôle dans Temporada.
- Meilleur acteur (ex æquo) : 
  - Rainer Bock pour son rôle dans Atlas ;
  - Jakob Cedergren pour son rôle dans The Guilty.
- Meilleur scénario : The Guilty.
- Prix du public (ex æquo) : 
  - The Guilty de Gustav Möller ;
  - Nos batailles de Guillaume Senez.